# Osmán Kasáyev
Osmán Músayevich Kasáyev (en ruso: Осман Мусаевич Касаев; Jurzuk, Imperio ruso, 11 de octubre de 1916-raión de Berazino, Unión Soviética, 18 de febrero de 1944) fue un mayor del Ejército Rojo de Obreros y Campesinos de la Unión Soviética que partició en la Gran Guerra Patria, por lo que fue condecorado póstumamente como Héroe de la Unión Soviética en 1965.

## Biografía

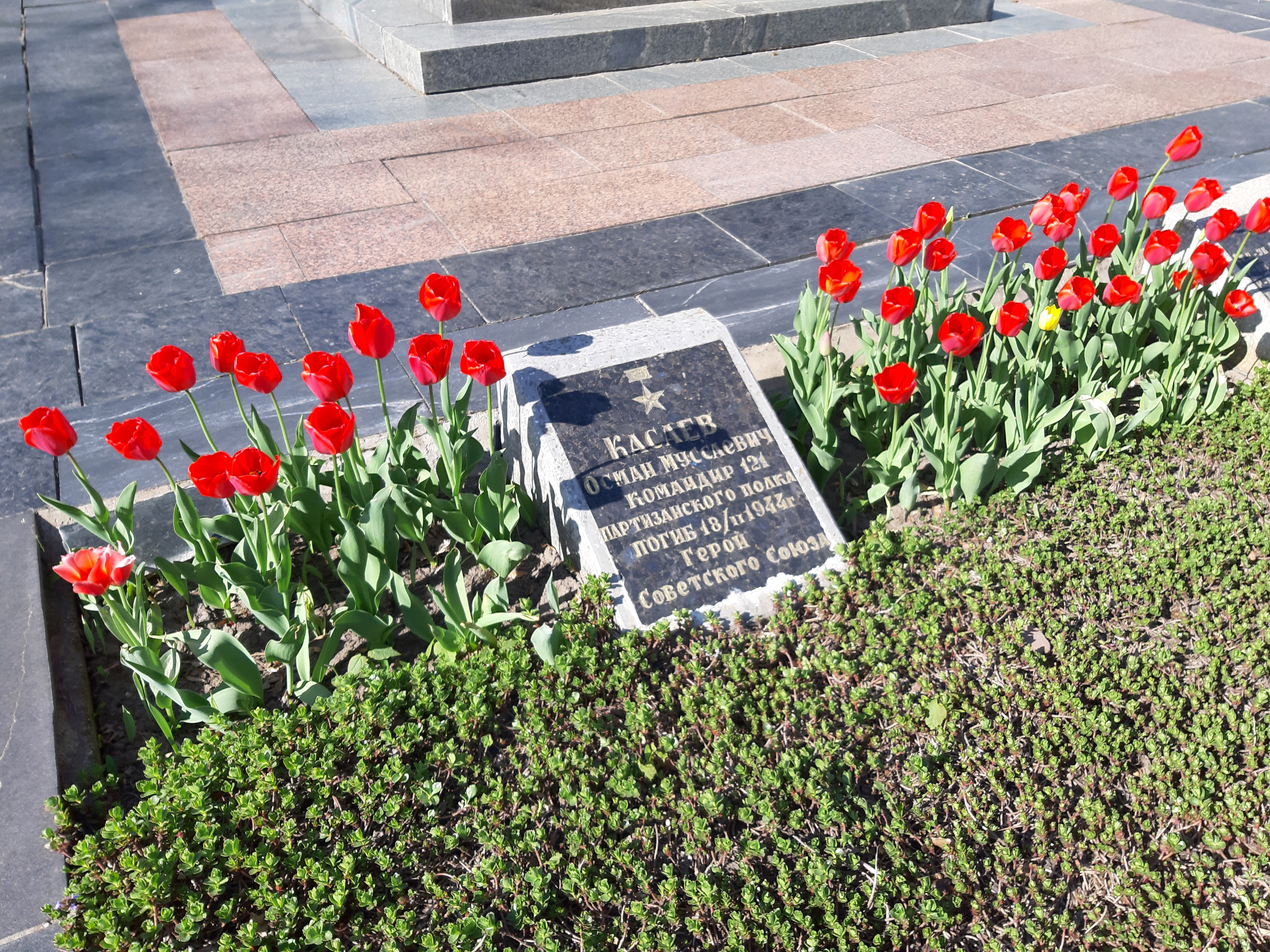
Tumba de Kasáyev en el cementerio militar de Maguilov.

Osmán Kasáyev nació en una familia karachái el 11 de octubre de 1916 en el aúl Jurzuk (hoy raión de Karacháyevsk de Karacháyevo-Cherkesia, Rusia). En 1931 se graduó de la escuela primaria, en 1936 de la facultad de trabajadores. En 1937, Kasáyev fue llamado a filas para servir en el Ejército Rojo. Estudió en la escuela militar de caballería, pero un año después fue trasladado a la Escuela de Artillería de Kiev. Participó en la campaña polaca y desde el comienzo de la Gran Guerra Patria, en sus frentes.
Poco después del inicio de la guerra, la 121ª División de Infantería, en la que sirvió Kasáyev, fue rodeada y destruida. A finales de agosto de 1941, tras llegar al raión de Bialynichy del óblast de Maguilov de la República Socialista Soviética de Bielorrusia, un grupo de combatientes y comandantes, entre los que se encontraba Kasáyev, decidió iniciar las hostilidades como una formación guerrillera. Kasáyev fue elegido primero comisario y luego comandante de un destacamento partisano, al que se le asignó el número 121. El destacamento operó con éxito en la región de Maguilov, destruyendo guarniciones, destacamentos punitivos, almacenes, depósitos de motores y oficinas de comandancia. A finales de 1943, el destacamento ya contaba con más de 1200 partisanos, y luego se transformó en el 121º regimiento partidista, cuyo comandante era Kasáyev. Para febrero de 1944, el regimiento había participado en 70 batallas, liquidando a más de mil soldados y oficiales enemigos y saboteando 33 trenes alemanes. El 17 de febrero de 1944, durante su desplazamiento entre localidad del raión de Berazino del óblast de Minsk), la columna de partisanos fue atacada por aviones alemanes. Kasáyev resultó gravemente herido y murió 18 horas después, el 18 de febrero de 1944. Inicialmente fue enterrado en el pueblo de Jripialiova, raión de Bialynichy, pero en agosto de 1948 fue enterrado nuevamente en una fosa común de la calle Lazarenko de Maguilov (hoy Cementerio militar de Maguilov).

## Premios
Por decreto del Presídium del Sóviet Supremo de la URSS del 8 de mayo de 1965, “en vísperas del vigésimo aniversario de la Victoria del pueblo soviético sobre la Alemania nazi por servicios especiales en la lucha contra los invasores nazis detrás de las líneas enemigas y el coraje y el heroísmo demostrados”, el mayor Osmán Kasáyev recibió póstumamente el alto título de Héroe de la Unión Soviética. También recibió la Orden de Lenin y la Orden de la Guerra Patria de primer grado y una medalla.

## Homenaje
En honor a Kasáyev, la aldea de Sermyazhenka, raión de Bialynichy, pasó a llamarse Asmán-Kasáyeva. Además, en su honor se nombraron calles de Maguilov y Cherkesk, una escuela en el pueblo de Asmán-Kasayeva, se instaló un obelisco en Bugólshchina y un busto en el pueblo de Uchkulan.
Además, en su honor lleva su nombre un paso de montaña del Cáucaso occidental.